# Steve Albini
Steve Albini (Pasadena (Californië), 22 juli 1962 – Missoula (Montana), 7 mei 2024) was een Amerikaanse muzikant en muziekproducent. Hij was bandlid van Big Black, Rapeman en Shellac. Tevens was hij eigenaar van twee geluidsstudio's in Chicago. Albini speelde ook poker en won zijn eerste titel tijdens de World Series of Poker 2018.

## Carrière
In 1982 richtte Albini samen met Jeff Pezzati en Santiago Durango de band Big Black op. Het trio (samen met drumcomputer “Roland”) bracht twee elpees uit: Atomizer en Songs About Fucking. Met de voormalige leden van Scratch Acid richtte hij in 1988 de band Rapeman op. Samen brachten ze een ep (Budd) en een elpee (Two Nuns and a Pack Mule) uit. In 1992 werd Shellac opgericht. De band bracht vijf albums uit: At Action Park, Terraform, 1000 Hurts, Excellent Italian Greyhound en Dude Incredible, eerst op vinyl en een paar maanden later op cd.

### Steve Albini als producer
Steve Albini was het meest actief als producer. Albini schat dat hij meer dan duizend albums heeft opgenomen. Albini werkte onder meer met Pixies, Nirvana, PJ Harvey,Vitamin X, Low, Bush, Jimmy Page en Robert Plant, Slint, Joanna Newsom, Will Oldham, The Breeders en the Stooges.
Ook heeft hij gewerkt met de Nederlandse bands Caesar, Gore, The Ex en Cords en de Belgische bands Vandal X, Raketkanon, Dead Man Ray, Gruppo di Pawlowski, Kapitan Korsakov en Cocaine Piss.
Albini overleed op 7 mei 2024 in zijn studio aan een hartaanval. Hij werd 61 jaar oud.

## Producties (selectie)
- Cago- Dead Man Ray
- Totem and taboo - Hugh Cornwell
- Leaving sparks - Caesar
- Pure - The Jesus Lizard
- In Utero - Nirvana
- Times of Grace - Neurosis
- Sovereign - Neurosis
- A Sun That Never Sets - Neurosis
- The Eye of Every Storm - Neurosis
- Pod - Breeders
- My Father My King - Mogwai
- Surfer Rosa - Pixies
- Rid of Me - PJ Harvey
- Viva Last Blues - Palace Music
- Arise Therefore - Palace Music
- Face of Collapse - Dazzling Killmen
- Razorblade Suitcase - Bush
- Halogen - Whitehouse
- Yanqui U.X.O. - Godspeed You! Black Emperor
- Blow It Out Your Ass, It's Veruca Salt = Veruca Salt
- Just Fred (1996) - Fred Schneider
- After Murder Park - The Auteurs
- Tweez - Slint
- Comfort - Failure
- Magnolia Electric Co. - Songs: Ohia
- Harshing my Mellow - Bewitched.
- The Albini Album - Elysian Fields
- The Power out - Electrelane
- Indéfendable - Dickybird
- Western sous la neige - Dionysos
- Sex is Accident - Lust
- Strike - Thugs
- Kill the Fuse - uncommonmenfrommars
- Plug en Planet of Tubes - Sloy
- Over the Sun - Shannon Wright
- Dizzy Spells - The Ex
- Châteauvallon - Chevreuil
- (((Capoeïra))) - Chevreuil
- Heal All Monsters - Honey for Petzi
- The Fear Is What Keeps Us Here - Zao
- The Weirdness - The Stooges
- Walking into Clarksdale - Page and Plant (Jimmy Page & Robert Plant)
- Seamonsters - The Wedding Present
- You Follow Me - Nina Nastasia & Jim White

- Bibsys: 6033594
- Biblioteca Nacional de España: XX6301422
- Gemeinsame Normdatei: 1219462454
- International Standard Name Identifier: 0000 0003 6694 4453
- Library of Congress Control Number: no2006005051
- MusicBrainz: a4d486bd-6020-4a36-9c7d-bf5ce174bcd1
- Nationale Bibliotheek van Tsjechië: js20051114002
- Système universitaire de documentation: 14832004X
- Virtual International Authority File: 230128387
- WorldCat: E39PBJxMqCMJyTWVKP9DP7RkDq